# (2692) Chkalov
(2692) Chkalov (1976 YT3; 1951 YN; 1955 XH; 1957 HA; 1961 GJ; 1978 NY3; 1982 HL1) ist ein ungefähr 16 Kilometer großer Asteroid des mittleren Hauptgürtels, der am 16. Dezember 1976 von der russischen (damals: Sowjetunion) Astronomin Ljudmila Iwanowna Tschernych am Krim-Observatorium (Zweigstelle Nautschnyj) auf der Halbinsel Krim (IAU-Code 095) entdeckt wurde.

## Benennung
(2692) Chkalov wurde nach dem sowjetischen Piloten Waleri Pawlowitsch Tschkalow (1904–1938) benannt, der 1937 den ersten Flug auf der Nordpolarroute durchführte.